# Litzelbach (Pfullendorf)
Der Weiler Litzelbach ist ein Wohnplatz Otterswangs, einer von sieben Ortschaften der Stadt Pfullendorf im Landkreis Sigmaringen in Baden-Württemberg, Deutschland.

## Geographie

### Geographische Lage
Litzelbach liegt auf der Gemarkung Otterswang rund 1,5 Kilometer südlich davon auf der linken Seite des Kehlbachtals. Der von Westen kommende Burraubach mündet etwa 0,5 Kilometer nordöstlich von Litzelbach in den Kehlbach, östlich des Weilers befindet sich der Bethlehemer Graben.

## Geschichte
Litzelbach fand erstmals 1216 (1208 als Lucilinbach, Lucilnbach respektive Lützelbach) bei einer Güterschenkung Nennung. Burkhard von Weckenstein schenkte vor 1216 den damaligen Lehenshof mit seinen Äckern, Wiesen und Waldungen dem von ihm gestifteten Zisterzienserinnenkloster Wald. Der zu den ersten Schenkungsgütern des Klosters gehörende Einzelhof war Reichsgut oder staufisches Eigengut, stammte wohl aus dem Pfullendorfer Besitz, den Graf Rudolf von Pfullendorf zwischen 1168 und 1176 auf Friedrich Barbarossa übertragen hatte, und wurde schon vor 1216 vom Lehensträger Burkard von Weckenstein, einem kaiserlichen Ministerialen, dem Kloster geschenkt. Zunächst vielleicht eine Grangie; später immer wieder in klösterlichem Eigenbau bewirtschaftet. Im Jahr 1216 bzw. 1220 und 1217 bestätigen Friedrich II., Sohn des Heinrich VII. und Papst Honorius III., dem Kloster den Besitz des Gutes.
Die 1474 von Äbtissin Anna von Reischach erlassene Gerichtssatzung zeigt das Kloster Wald als Niedergerichts- und Ortsherrschaft über den Ort. Das Dorf Otterswang bildete seit der ersten Hälfte des 16. Jahrhunderts mit Kappel, Litzelbach, Weihwang und Reischach den als Gemeinde bezeichneten Gerichts- und Verwaltungsbezirk Otterswang. Die Hohe Obrigkeit lag bei der Grafschaft Sigmaringen. Vor 1600 erlangte Wald die Lokalleibherrschaft.
Bei der Säkularisation aufgrund des Reichsdeputationshauptschlusses wurde das Kloster 1806 aufgelöst und das Territorium fiel an das Fürstentum Hohenzollern-Sigmaringen. Litzelbach gehörte bis 1850 zum hohenzollerischen (bis zur Aufhebung 1861 zum preußischen) Oberamt Wald. 1862 wurde es dem Oberamt bzw. seit 1925 zum Kreis Sigmaringen eingegliedert.
Litzelbach gehörte zur selbständigen Gemeinde Otterswang und wurde mit dieser zum 1. Juli 1972 zur Stadt Pfullendorf eingemeindet.

### Ortsname
Der Ortsname leitet sich vom althochdeutschen Wort „liuzil“ (= klein) ab. Das ungebeugte Eigenschaftswort „Klein“ wurde mit dem Bestimmungsort „Bach“ zusammengeschrieben, also kleiner Bach, was sich wohl auf den Burraubach bezieht.

### Einwohner
In Litzelbach leben 23 Einwohner (Stand: Juni 2015).

## Religion
Kirchlich war Litzelbach früher Filial zur Pfarrei Pfullendorf, seit 1839 zur römisch-katholischen Pfarrei Wald.

## Kultur und Sehenswürdigkeiten

### Bauwerke
- Das Wasserpumpwerk Litzelbach des Zweckverbandes Wasserversorgungsgruppe Wald fördert seit 1955 mittels zweier Brunnen Trinkwasser aus einem 500 Hektar großen Wasserschutzgebiet am Oberlauf des Kehlbachs und pumpt es in die Hochbehälter von Rothenlachen und auf dem Buschoren bei Aach-Linz und von dort in das 40 Kilometer lange Wasserleitungsnetz. Ziel ist, die Trinkwasserversorgung in den zehn Ortsteilen der Gemeinde Wald und in fünf Ortsteilen der Städte Pfullendorf und Meßkirch mit 4500 Einwohnern sicherzustellen, die pro Jahr 300 Millionen Liter Wasser verbrauchen.[7]